# Населення Кабо-Верде
Населення Кабо-Верде. Чисельність населення країни 2015 року становила 545,9 тис. осіб (174-те місце у світі). Чисельність остров'ян стабільно збільшується, народжуваність 2015 року становила 20,33 ‰ (82-ге місце у світі), смертність — 6,11 ‰ (161-ше місце у світі), природний приріст — 1,36 % (87-ме місце у світі) . 

## Природний рух

### Відтворення
Народжуваність в Кабо-Верде, станом на 2015 рік, дорівнює 20,33 ‰ (82-ге місце у світі). Коефіцієнт потенційної народжуваності 2015 року становив 2,29 дитини на одну жінку (93-тє місце у світі). Рівень застосування контрацепції 61,3 % (станом на 2005 рік). Середній вік матері при народженні першої дитини становив 19,5 року, медіанний вік для жінок — 25—29 років (оцінка на 2005 рік).
Смертність в Кабо-Верде 2015 року становила 6,11 ‰ (161-ше місце у світі).
Природний приріст населення в країні 2015 року становив 1,36 % (87-ме місце у світі).

### Вікова структура

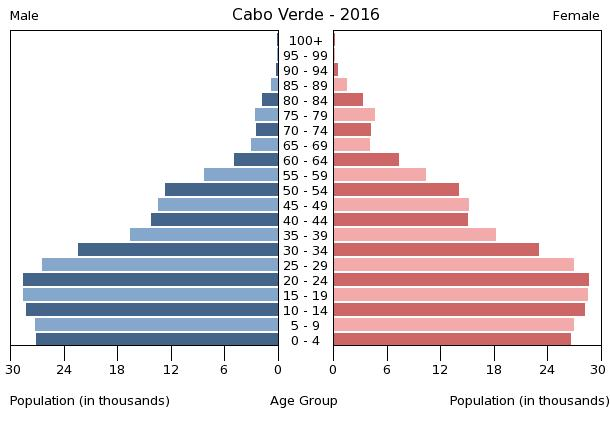
Віково-статева піраміда населення Кабо-Верде, 2016 рік

Середній вік населення Кабо-Верде становить 24,9 року (157-ме місце у світі): для чоловіків — 24,1, для жінок — 25,7 року. Очікувана середня тривалість життя 2015 року становила 71,85 року (147-ме місце у світі), для чоловіків — 69,58 року, для жінок — 74,19 року.
Вікова структура населення Кабо-Верде, станом на 2015 рік, мала такий вигляд:
- діти віком до 14 років — 30,1 % (82 623 чоловіки, 81 731 жінка);
- молодь віком 15—24 роки — 20,99 % (57 307 чоловіків, 57 303 жінки);
- дорослі віком 25—54 роки — 38,53 % (102 186 чоловіків, 108 177 жінок);
- особи передпохилого віку (55—64 роки) — 5,29 % (12 194 чоловіки, 16 709 жінок);
- особи похилого віку (65 років і старіші) — 5,08 % (10 466 чоловіків, 17 297 жінок)[1].

### Шлюбність— розлучуваність
Середній вік, коли чоловіки беруть перший шлюб, дорівнює 26,2 року, жінки — 21,5 року, загалом — 23,9 року (дані за 2010 рік).

## Розселення
Густота населення країни 2015 року становила 129,2 особи/км² (92-ге місце у світі). Розміщення населення на 9 населених островах країни досить нерівномірне. Східні острова мають посушливий клімат і заселені спорадично, здебільшого населення займається видобутком солі, риболовлею й обслуговує туристів. Більша частина населення розміщується на південних островах. Інтенсивне землеробство і випасне скотарство на схилах призвели до деградації вразливих вулканічних ґрунтів, посиленню ерозії, чим значно звузили ареал сільськогосподарського розселення.

### Урбанізація
Кабо-Верде високоурбанізована країна. Рівень урбанізованості становить 65,5 % населення країни (станом на 2015 рік), темпи зростання частки міського населення — 1,99 % (оцінка тренду за 2010—2015 роки).
Головні міста держави: Прая (столиця) — 145,0 тис. осіб (дані за 2014 рік).

### Міграції
Річний рівень еміграції 2015 року становив 0,63 ‰ (140-ве місце у світі). Цей показник не враховує різниці між законними і незаконними мігрантами, між біженцями, трудовими мігрантами та іншими.

#### Біженці й вимушені переселенці
У країні перебуває 115 осіб без громадянства.
Кабо-Верде є членом Міжнародної організації з міграції (IOM).

## Расово-етнічний склад
| Етнічний склад (2015 рік) | Етнічний склад (2015 рік) | Етнічний склад (2015 рік) | Етнічний склад (2015 рік) | Етнічний склад (2015 рік) |
| ------------------------- | ------------------------- | ------------------------- | ------------------------- | ------------------------- |
| Етнос:                    |                           |                           | Відсоток:                 |                           |
| креоли                    | креоли                    |                           | 71%                       | 71%                       |
| африканці                 | африканці                 |                           | 28%                       | 28%                       |
| європейці                 | європейці                 |                           | 1%                        | 1%                        |

Головні етноси країни: креоли — 71 %, африканці — 28 %, європейці — 1 % населення.

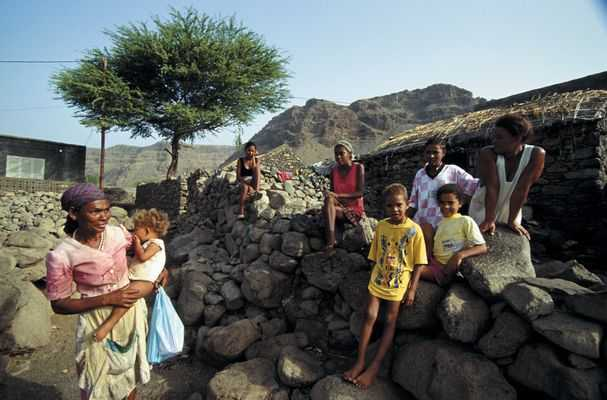
Селянська родина кабовердійців
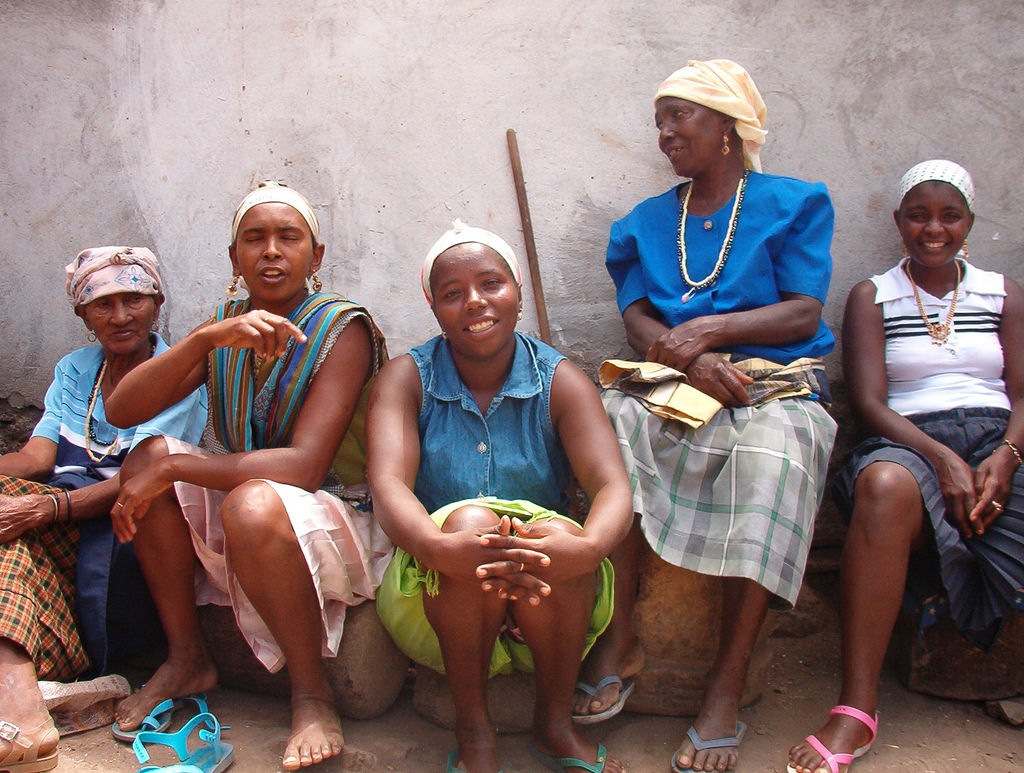
Кабовердійки
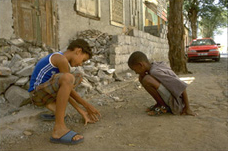
Кабовердійські діти грають на вулиці в карамболу

## Мови
| Мови Кабо-Верде (2015 рік) | Мови Кабо-Верде (2015 рік) | Мови Кабо-Верде (2015 рік) | Мови Кабо-Верде (2015 рік) | Мови Кабо-Верде (2015 рік) |
| -------------------------- | -------------------------- | -------------------------- | -------------------------- | -------------------------- |
| Мова:                      |                            |                            | Відсоток:                  |                            |
| кріолу                     | кріолу                     |                            | 100%                       | 100%                       |

Офіційна мова: португальська. Інші поширені мови: креольська мова кріолу (суміш португальської з лексикою західноафриканських мов).

## Релігії
| Релігії в Кабо-Верде (2009 рік) | Релігії в Кабо-Верде (2009 рік) | Релігії в Кабо-Верде (2009 рік) | Релігії в Кабо-Верде (2009 рік) | Релігії в Кабо-Верде (2009 рік) |
| ------------------------------- | ------------------------------- | ------------------------------- | ------------------------------- | ------------------------------- |
| Віросповідання:                 |                                 |                                 | Відсоток:                       |                                 |
| католики                        | католики                        |                                 | 77.3%                           | 77.3%                           |
| протестанти                     | протестанти                     |                                 | 3.7%                            | 3.7%                            |
| християни                       | християни                       |                                 | 4.3%                            | 4.3%                            |
| свідки Єгови                    | свідки Єгови                    |                                 | 1%                              | 1%                              |
| мусульмани                      | мусульмани                      |                                 | 1.8%                            | 1.8%                            |
| інші                            | інші                            |                                 | 1.3%                            | 1.3%                            |
| атеїсти                         | атеїсти                         |                                 | 10.8%                           | 10.8%                           |
| агностики                       | агностики                       |                                 | 0.7%                            | 0.7%                            |

Головні релігії й вірування, які сповідує, і конфесії та церковні організації, до яких відносить себе населення країни: римо-католицтво — 77,3 %, протестантизм — 3,7 % (назарейці — 1,7 %, адвентизм — 1,5 %, Царство Боже — 0,4 %), інші течії християнства — 4,3 % (християни-раціоналісти — 1,9 %, свідки Єгови — 1 %, Асамблея Бога — 0,9 %, Новоапостольська церква — 0,5 %), іслам — 1,8 %, інші — 1,3 %, не сповідують жодної — 10,8 %, не визначились — 0,7 % (станом на 2010 рік).

## Освіта
Рівень письменності 2015 року становив 87,6 % дорослого населення (віком від 15 років): 92,1 % — серед чоловіків, 83,1 % — серед жінок.
Державні витрати на освіту становлять 5 % ВВП країни, станом на 2013 рік (76-те місце у світі). Середня тривалість освіти становить 13 років, для хлопців — до 13 років, для дівчат — до 14 років (станом на 2014 рік).

## Охорона здоров'я
Забезпеченість лікарями в країні на рівні 0,31 лікаря на 1000 мешканців (станом на 2011 рік). Забезпеченість лікарняними ліжками в стаціонарах — 2,1 ліжка на 1000 мешканців (станом на 2010 рік). Загальні витрати на охорону здоров'я 2014 року становили 4,8 % ВВП країни (164-те місце у світі).
Смертність немовлят до 1 року, станом на 2015 рік, становила 23,45 ‰ (76-те місце у світі); хлопчиків — 26,89 ‰, дівчаток — 19,91 ‰. Рівень материнської смертності 2015 року становив 42 випадків на 100 тис. народжень (83-тє місце у світі).
Кабо-Верде входить до складу ряду міжнародних організацій: Міжнародного руху (ICRM) і Міжнародної федерації товариств Червоного Хреста і Червоного Півмісяця (IFRCS), Дитячого фонду ООН (UNISEF), Всесвітньої організації охорони здоров'я (WHO).

### Захворювання
Станом на серпень 2016 року в країні зареєстровано випадки зараження вірусом Зіка через укуси комарів Aedes, переливання крові, статевим шляхом, під час вагітності.
2014 року зареєстровано 3,4 тис. хворих на СНІД (112-те місце в світі), це 1,09 % населення в репродуктивному віці 15—49 років (44-те місце у світі). Смертність 2014 року від цієї хвороби становила приблизно 100 осіб (125-те місце у світі).
Частка дорослого населення з високим індексом маси тіла 2014 року становила 11,7 % (131-ше місце у світі).

### Санітарія
Доступ до облаштованих джерел питної води 2015 року мало 94 % населення в містах і 87,3 % в сільській місцевості; загалом 91,7 % населення країни. Відсоток забезпеченості населення доступом до облаштованого водовідведення (каналізація, септик): в містах — 81,6 %, в сільській місцевості — 54,3 %, загалом по країні — 72,2 % (станом на 2015 рік). Споживання прісної води, станом на 2004 рік, дорівнює 0,02 км³ на рік, або 48,57 тонни на одного мешканця на рік: з яких 6 % припадає на побутові, 1 % — на промислові, 93 % — на сільськогосподарські потреби.

## Соціально-економічне становище
Співвідношення осіб, що в економічному плані залежать від інших, до осіб працездатного віку (15—64 роки) загалом становить 52 % (станом на 2015 рік): частка дітей — 45,1 %; частка осіб похилого віку — 7 %, або 14,4 потенційно працездатного на 1 пенсіонера. Загалом ці показники характеризують рівень потреби державної допомоги в секторах освіти, охорони здоров'я і пенсійного забезпечення, відповідно. За межею бідності 2000 року перебувало 30 % населення країни. Розподіл доходів домогосподарств у країні має такий вигляд: нижній дециль — 1,9 %, верхній дециль — 40,6 % (станом на 2001 рік).
Станом на 2012 рік, у країні 153,27 тис. осіб не має доступу до електромереж; 70,6 % населення має доступ, в містах цей показник дорівнює 84,4 %, у сільській місцевості — 46,8 %. Рівень проникнення інтернет-технологій середній. Станом на липень 2015 року в країні налічувалось 235 тис. унікальних інтернет-користувачів (153-тє місце у світі), що становило 43 % загальної кількості населення країни.

### Трудові ресурси
Загальні трудові ресурси 2007 року становили 196,1 тис. осіб (172-ге місце у світі). Безробіття 2014 року дорівнювало 12 % працездатного населення, 2013 року — 16,4 % (133-тє місце у світі).

## Кримінал

### Наркотики

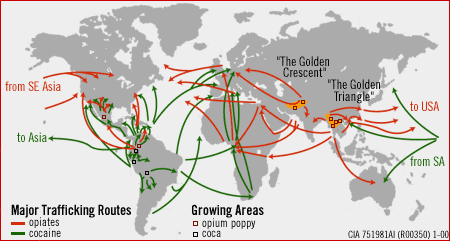
Світові маршрути наркотрафіку

Територія архіпелагу використовується як перевалочний пункт для латиноамериканського кокаїну на шляхах до Західної Європи, важливим моментом міжнародної кооперації слугує спільна португальська мова для Бразилії, Кабо-Верде, Гвінеї-Бісау й Португалії. 2002 в країні ухвалено закон, спрямований на боротьбу з відмиванням грошей, 2008 року створено відділ фінансової розвідки (оцінка ситуації 2008 року).

### Торгівля людьми
Згідно зі щорічною доповіддю про торгівлю людьми (англ. Trafficking in Persons Report) Управління з моніторингу та боротьби з торгівлею людьми Державного департаменту США,

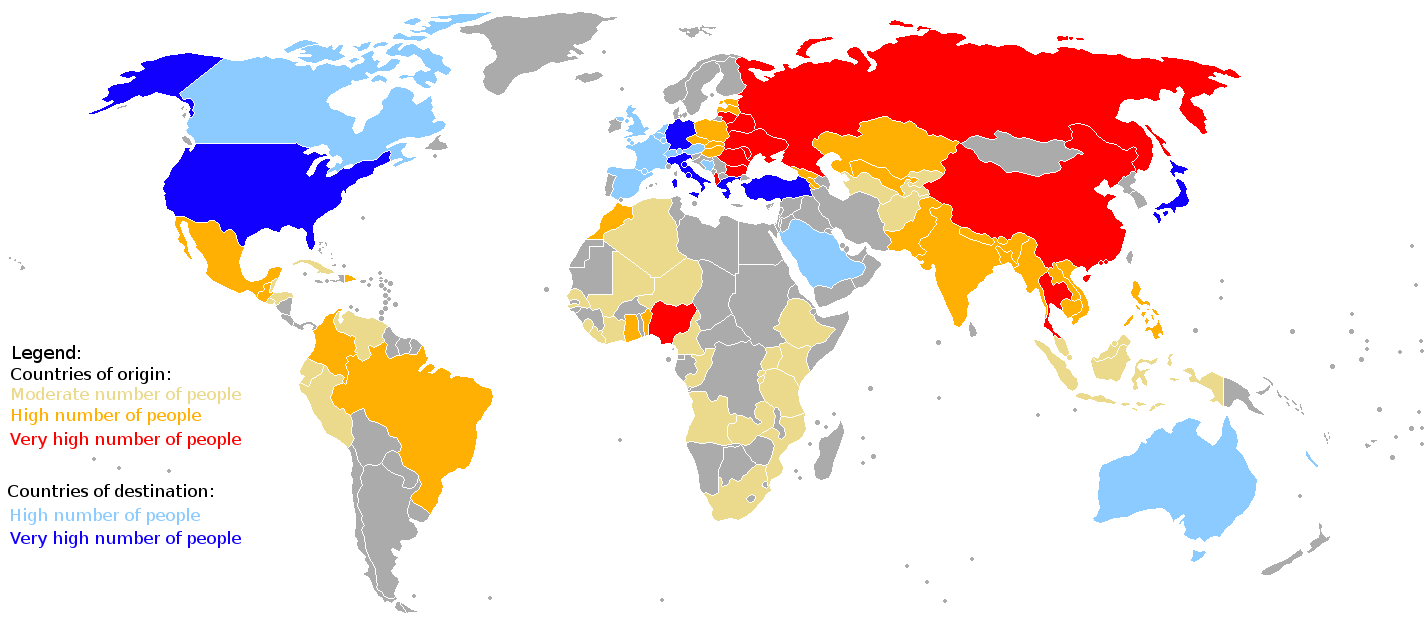
Країни-донори (червоний) і країни-реципієнти кримінальних потоків  (англ.)
Глобальна боротьба з торгівлею людьми (англ.)

## Гендерний стан
Статеве співвідношення (оцінка 2015 року):
- при народженні — 1,03 особи чоловічої статі на 1 особу жіночої;
- у віці до 14 років — 1,01 особи чоловічої статі на 1 особу жіночої;
- у віці 15—24 років — 1 особи чоловічої статі на 1 особу жіночої;
- у віці 25—54 років — 0,95 особи чоловічої статі на 1 особу жіночої;
- у віці 55—64 років — 0,73 особи чоловічої статі на 1 особу жіночої;
- у віці за 64 роки — 0,61 особи чоловічої статі на 1 особу жіночої;
- загалом — 0,94 особи чоловічої статі на 1 особу жіночої[1].

## Демографічні дослідження
Демографічні дослідження у країні ведуться рядом державних і наукових установ:

### Українською
- Атлас. 10—11 клас. Економічна і соціальна географія світу / упорядники :  О. Я. Скуратович, Н. І. Чанцева. — К. : ДНВП «Картографія», 2010. — ISBN 978-966-475-639-3.
- Атлас світу / голов. ред. І. С. Руденко ; зав. ред. В. В. Радченко ; відп. ред. О. В. Вакуленко. — К. : ДНВП «Картографія», 2005. — 336 с. — ISBN 9666315467.
- Безуглий В. В. Економічна і соціальна географія зарубіжних країн : Навчальний посібник. — К. : ВЦ «Академія», 2007. — 704 с. — ISBN 978-966-580-239-6.
- Безуглий В. В., Козинець С. В. Регіональна економічна і соціальна географія світу : Навчальний посібник. — видання 2-ге, доп., перероб. — К. : ВЦ «Академія», 2007. — 688 с. — ISBN 966-580-144-9.
- Головченко В. І., Кравчук О. Країнознавство: Азія, Африка, Латинська Америка, Австралія і Океанія. — К., 2006. — 335 с. — ISBN 966-8939-04-2.
- Гудзеляк І. І. Географія населення: Навчальний посібник / І. Гудзеляк. — Л. : Видавничий центр ЛНУ імені Івана Франка, 2008. — 232 с. — ISBN 978-966-613-599-8.
- Дахно І. І. Країни світу: Енциклопедичний довідник / І. І. Дахно, С. М. Тимофієв. — К. : Мапа, 2011. — 606 с. — (Бібліотека нового українця) — ISBN 978-966-8804-23-6.
- Дахно І. І. Економічна географія зарубіжних країн : навчальний посібник. — К. : Центр учбової літератури, 2014. — 319 с. — ISBN 978-611-01-0682-5.
- Джаман В. О. Регіональні системи розселення: демографічні аспекти. — Чернівці : Рута, 2003. — 392 с. — ISBN 9665685988.
- Дорошенко Л. С. Демографія: Навчальний посібник. — К. : МАУП, 2005. — 112 с. — ISBN 966-608-442-2.
- Дубович І. А. Країнознавчий словник-довідник. — 5-те вид., перероб. і доп. — К. : Знання, 2008. — 839 с. — ISBN 978-966-346-330-8.
- Економічна і соціальна географія країн світу. Навчальний посібник / За ред. Кузика С. П. — Л. : Світ, 2002. — 672 с. — ISBN 966-603-178-7.
- Загальна медична географія світу / В. О. Шевченко [та ін.] — К. : [б.в.], 1998. — 178 с.
- Книш М. М., Мамчур О. І. Регіональна економічна і соціальна географія світу (Латинська Америка та Карибські країни, Африка, Азія, Океанія) : навч. посіб. — Л. : ЛНУ ім. Івана Франка, 2013. — 368 с. — ISBN 978-617-10-0007-0.
- Крисаченко В. С. Динаміка населення: Популяційні, етнічні та глобальні виміри. — К. : Видавництво Національного інституту стратегічних досліджень, 2005. — 368 с. — ISBN 966-554-083-1.
- Любіцева О. О., Мезенцев К. В., Павлов С. В. Географія релігій. — К. : АртЕК, 1999. — 504 с. — ISBN 966-505-006-0.
- Масляк П. О. Країнознавство. — К. : Знання, 2007. — 292 с. — (Вища освіта XXI століття)
- Масляк П. О., Дахно І. І. Економічна і соціальна географія світу / П. О. Масляк, І. І. Дахно ; за ред. П. О. Масляка. — К. : Вежа, 2003. — 280 с. — ISBN 966-7091-53-8.

### Російською
- (рос.) Кабо-Верде // Демографический энциклопедический словарь / главн. ред. Валентей Д. И. — М. : Советская энциклопедия, 1985. — 608 с.
- (рос.) Кабо-Верде // Африка: энциклопедический справочник [в 2-х тт.] / гл. ред. А. Громыко. — М. : Советская энциклопедия, 1986. — Т. 1. — 672 с.
- (рос.) Кабо-Верде // Страны и народы. Африка. Западная и Центральная Африка / Редкол. : М. Б. Горнунг, Г. Б. Старушенко (отв. ред.) и др. — М. : «Мысль», 1979. — 301 с. — (Страны и народы) — 180 тис. прим.
- (рос.) Атлас народов мира / Отв. ред. С. И. Брук и В. С. Апенченко. — М. : ГУГК ГГК СССР и Институт этнографии им. Н. Н. Миклухо-Маклая АН СССР, 1964. — 185 с. — 20 тис. прим.
- (рос.) Численность и расселение народов мира. Этнографические очерки / под ред. С. И. Брука. — М. : Издательство АН СССР, 1962. — 487 с.
- (рос.) Лаппо Г. М. География городов: Учебное пособие для географических факультетов вузов. — М. : Туманит, изд. центр ВЛАДОС, 1997. — 476 с. — ISBN 5-691-00047-0.
- (рос.) Ягельский А. География населения. — М. : Прогресс, 1980. — 383 с.